# Boléro (veste)
Pour les articles homonymes, voir Boléro (homonymie).
 (janvier 2017).
Si vous disposez d'ouvrages ou d'articles de référence ou si vous connaissez des sites web de qualité traitant du thème abordé ici, merci de compléter l'article en donnant les références utiles à sa vérifiabilité et en les liant à la section « Notes et références ».

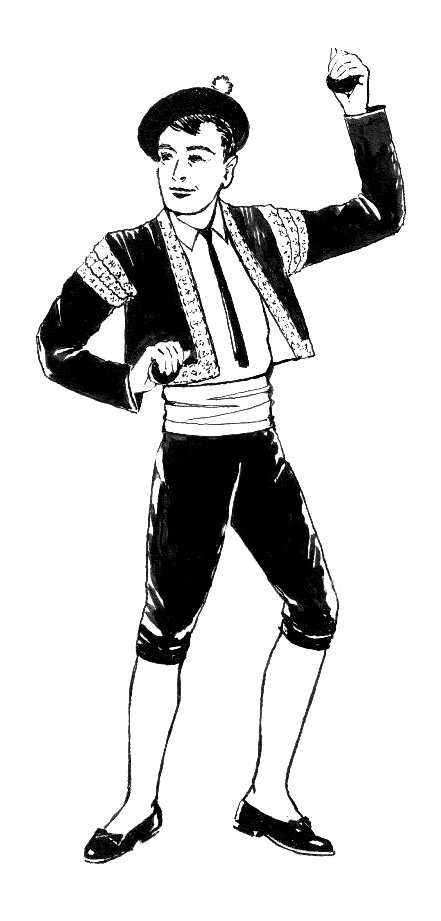
Danseur de boléro portant le boléro.

Le boléro est une forme de veste courte ou un gilet non boutonné, s'arrêtant au-dessus de la taille et porté à l'origine par les danseurs du boléro, en Andalousie.
La bedaïa algérienne, qui était notamment portée par les zouaves est également une veste-boléro.

## Galerie

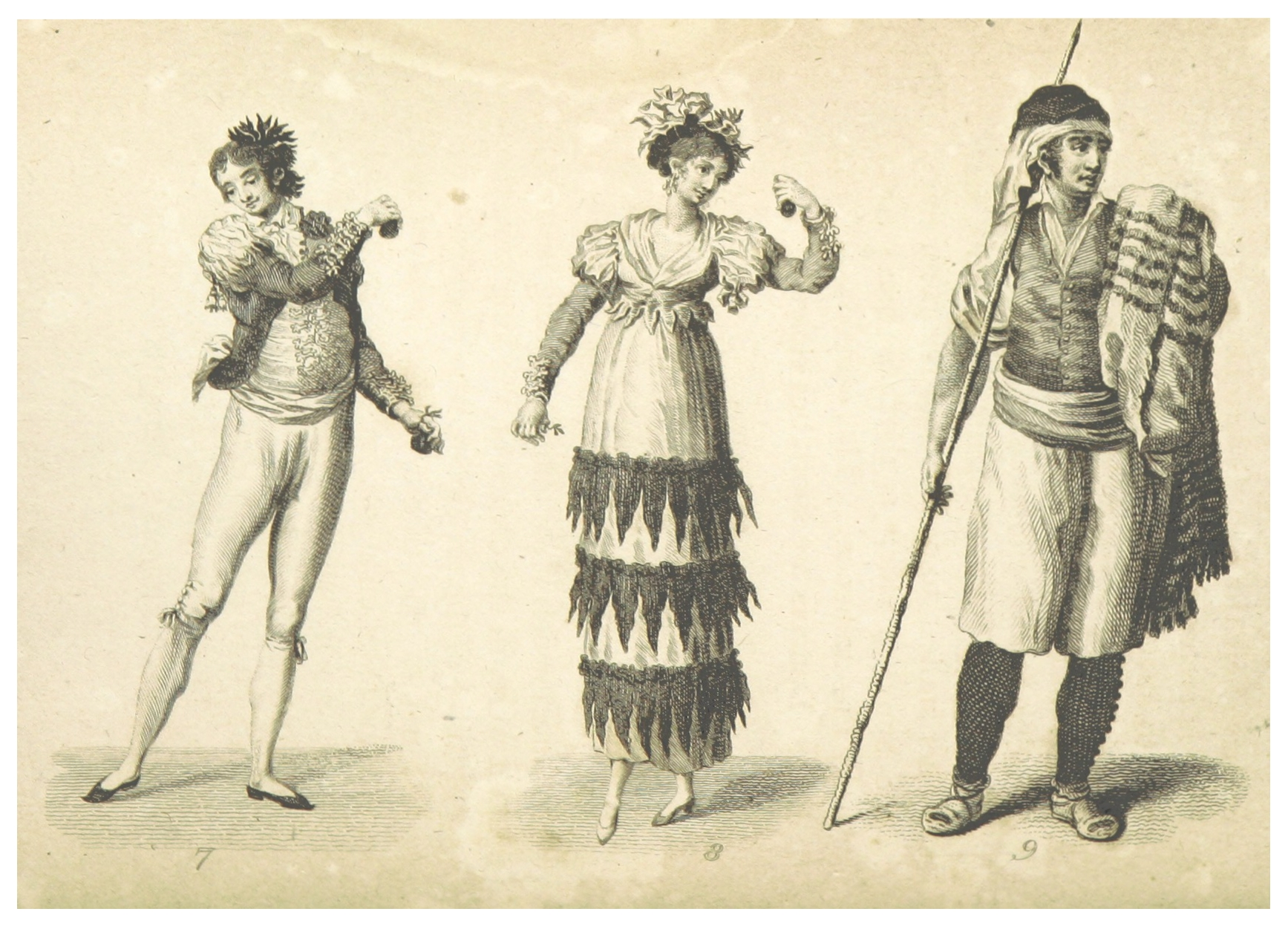
Danseurs (n° 7 et n° 8) de boléro (1809).
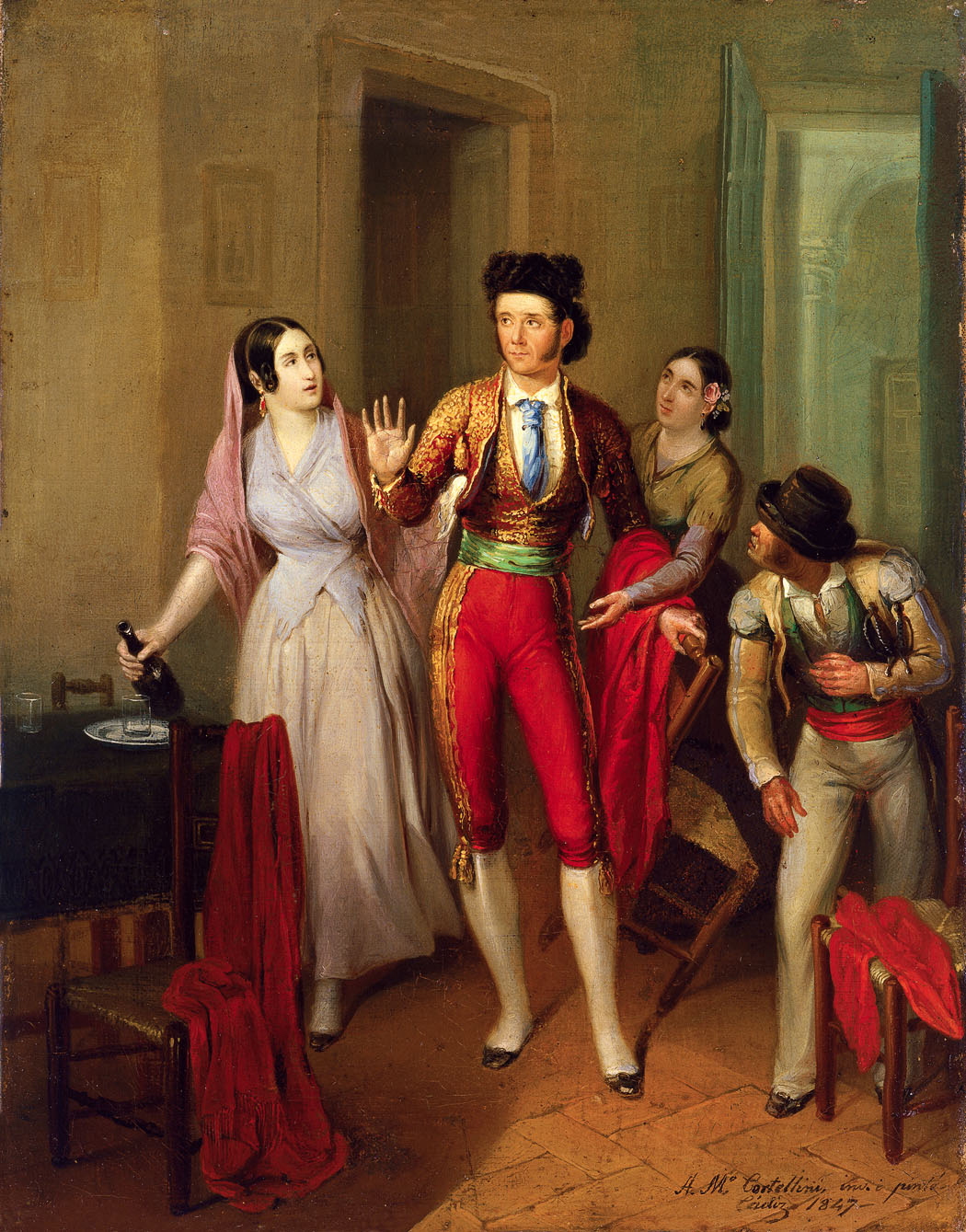
Toréador portant un boléro (1847).
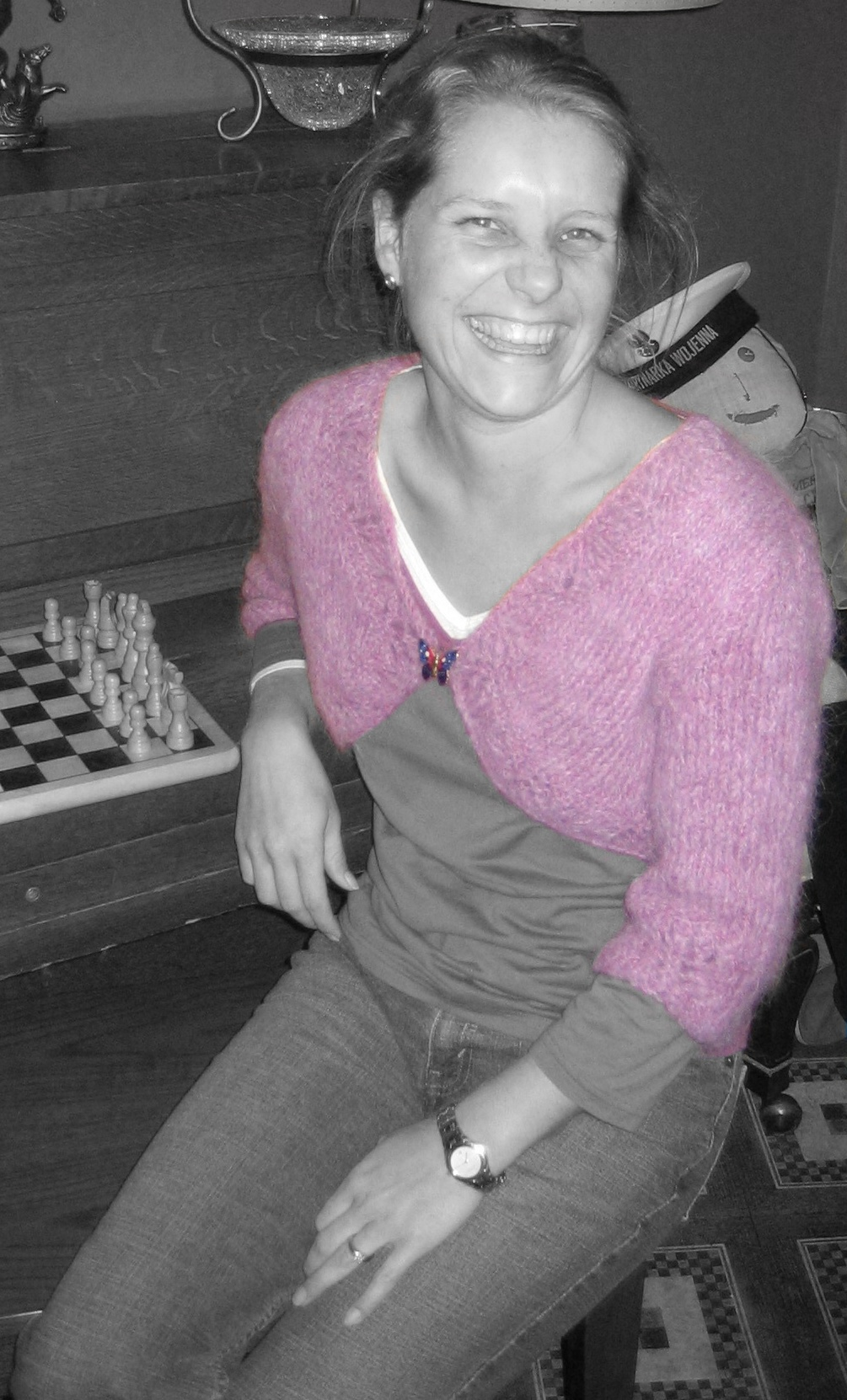
Boléro en tricot.
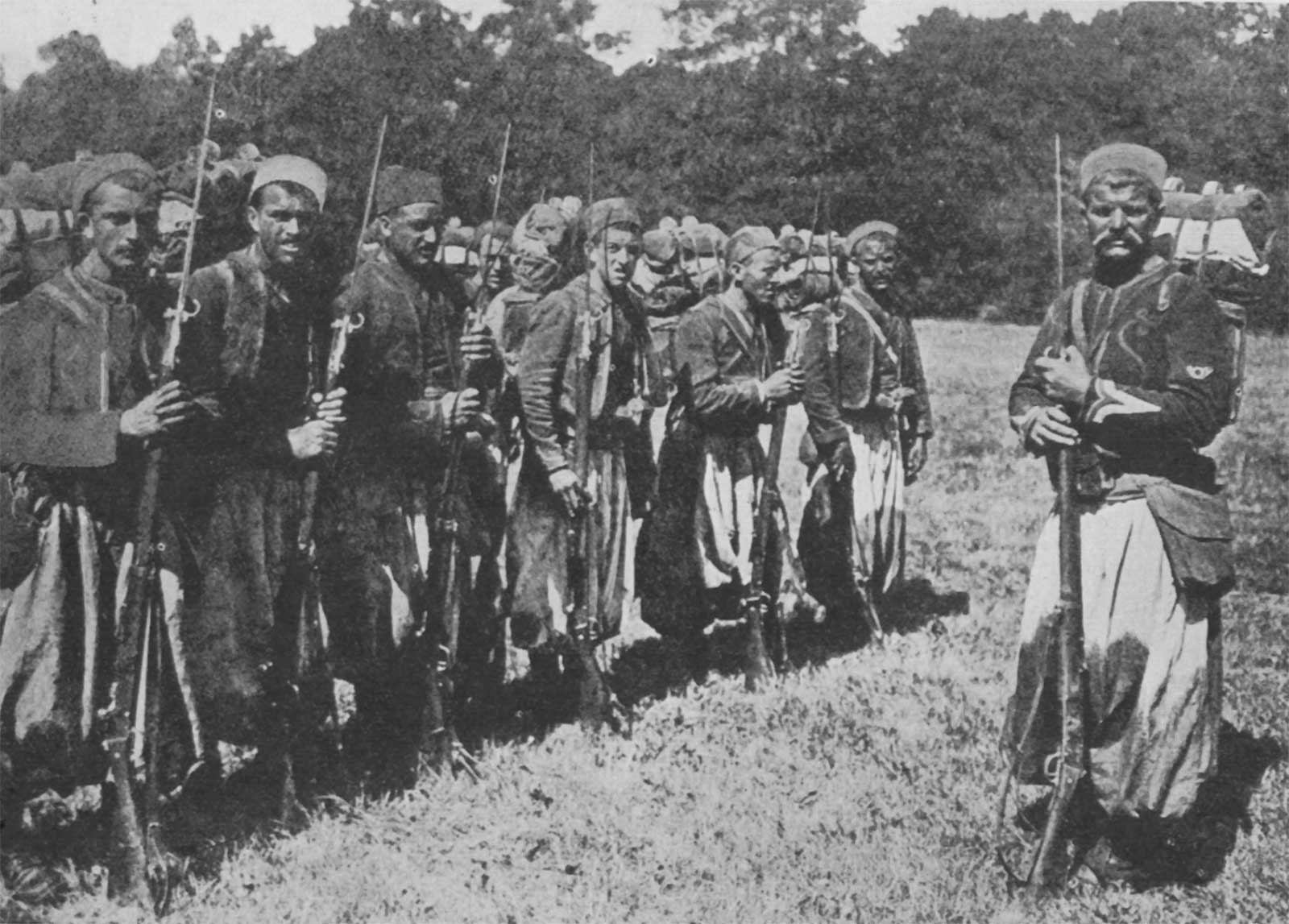
Zouaves des armées françaises d'Algérie portant la bedaïa.
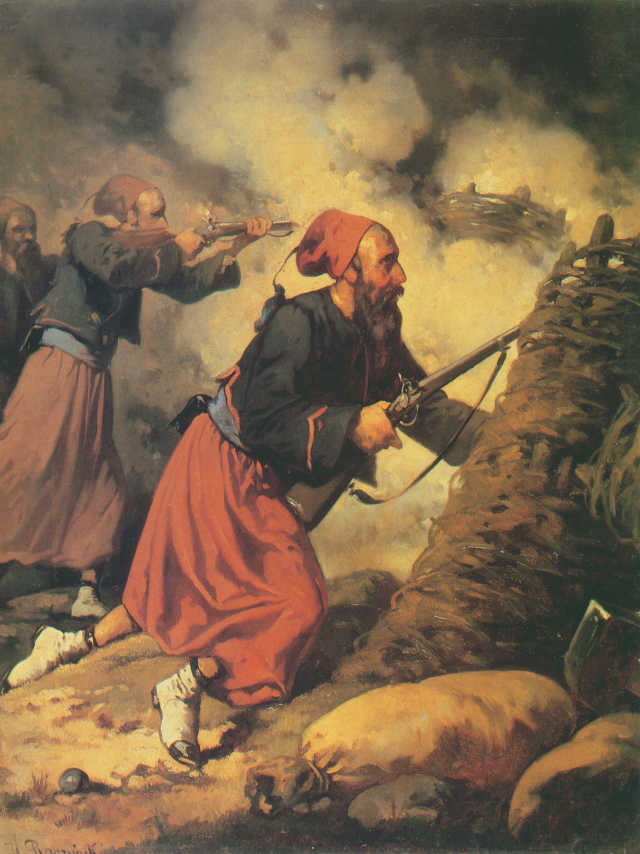
Représentation par Aleksander Raczyński de la bedaïa des Zouaves.